# 3499 Hoppe
3499 Hoppe eller 1981 VW1 är en asteroid i huvudbältet som upptäcktes den 3 november 1981 av de båda tyska astronomerna Freimut Börngen och Karsten Kirsch vid Tautenburg-observatoriet. Den har fått sitt namn efter den tyske astronomen Johannes Hoppe.
Asteroiden har en diameter på ungefär 15 kilometer och den tillhör asteroidgruppen Themis.